# Corinna punicea
Corinna punicea är en spindelart som beskrevs av Simon 1897. Corinna punicea ingår i släktet Corinna och familjen flinkspindlar. Inga underarter finns listade i Catalogue of Life.